# The Peel Sessions

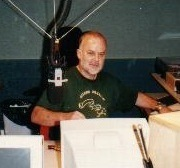
John Peel nello studio londinese di Yalding House, dove si registravano programmi della BBC Radio 1

The Peel Sessions è il titolo con cui sono state pubblicate le esibizioni dal vivo dei musicisti che il disc jockey e conduttore radiofonico John Peel invitò ai suoi spettacoli sulla BBC Radio 1. Le session consistono in 3 o 4 brani registrati e missati lo stesso giorno della trasmissione, che venivano poi pubblicati. Molte di queste incisioni furono pubblicate dall'etichetta indipendente Strange Fruit e consociate, di proprietà dello stesso Peel.
Le registrazioni si resero necessarie dopo le limitazioni a trasmettere senza permessi brani che facevano parti di precedenti pubblicazioni, imposte dall'organizzazione britannica "Unione dei musicisti" e dalla Phonographic Performance Limited, che curava i diritti delle etichette dei gruppi EMI e Decca. Le emittenti avevano il permesso di trasmettere pubblicazioni solo per breve tempo nell'arco della giornata ad orari prestabiliti. Tali orari vennero chiamati "needle time", letteralmente orari della puntina, in cui la puntina è quella dei giradischi. Con tale limitazione, che fu in vigore nel Regno Unito dal 1967 al 1988, le due organizzazioni intesero promuovere le vendite dei loro prodotti, che il pubblico non poteva più ascoltare nei media, e creare nuovo lavoro per i musicisti. La nuova regola entrò in vigore nel 1967, lo stesso anno in cui Peel iniziò a lavorare per la TV di Stato britannica.
La BBC si vide costretta a far interpretare i brani ai musicisti suoi dipendenti e ad ingaggiare gli altri artisti che interpretassero cover dei propri brani anziché trasmettere quelli già pubblicati. Per il fatto che le 4 incisioni ed il missaggio dovevano essere fatti di fretta nello stesso giorno, spesso la qualità delle canzoni era approssimativa. Malgrado ciò, le Peel session passarono alla storia della musica e della televisione britannica, per l'impatto che ebbero sul pubblico.

## Artisti musicali
Peel lavorò alla BBC Radio 1 per 37 anni, durante i quali furono oltre 2.000 i musicisti che registrarono un totale di circa 4.000 session, di cui molte furono pubblicate.
I musicisti invitati alle session venivano scelti da Peel e dal suo produttore John Walters. Tra quelli che tornarono più volte vi furono The Fall, che eseguirono 32 session, Ivor Cutler (20 volte), The Wedding Present e The Delgados (entrambi 16 volte). Tra i più famosi, vi furono i Led Zeppelin, i Pink Floyd, Jimi Hendrix, Bob Marley, The Smiths e i Nirvana.

## Lista parziale dellePeel Sessionspubblicate dalla Strange Fruit Records
- SFPS001 New Order
- SFPS002 The Damned
- SFPS003 The Screaming Blue Messiahs
- SFPS004 Stiff Little Fingers
- SFPS005 Sudden Sway
- SFPS006 The Wild Swans
- SFPS007 Madness
- SFPS008 Gang of Four
- SFPS009 The Wedding Present
- SFPS010 Twa Toots
- SFPS011 The Ruts
- SFPS012 Siouxsie and the Banshees
- SFPS013 Joy Division
- SFPS014 The Primevals
- SFPS015 June Tabor
- SFPS016 The Undertones
- SFPS017 Xmal Deutschland
- SFPS018 The Specials
- SFPS019 Stump
- SFPS020 The Birthday Party
- SFPS021 The Slits
- SFPS022 Spizz Oil
- SFPS023 The June Brides
- SFPS024 Culture
- SFPS025 The Prefects
- SFPS026 Yeah Yeah Noh
- SFPS027 Billy Bragg
- SFPS028 The Fall
- SFPS029 Girls at Our Best!
- SFPS030 The Redskins
- SFPS031 T. Rex
- SFPS032 Tubeway Army
- SFPS033 Joy Division
- SFPS034 Adverts
- SFPS035 The Mighty Wah
- SFPS036 The Triffids
- SFPS037 Robert Wyatt
- SFPS038 That Petrol Emotion
- SFPS039 New Order
- SFPS040 The Damned
- SFPS041 Wire
- SFPS042 Electro Hippies
- SFPS043 Syd Barrett
- SFPS044 Buzzcocks
- SFPS045 Cud
- SFPS046 The Very Things
- SFPS047 Ultravox
- SFPS048 Extreme Noise Terror
- SFPS049 Napalm Death
- SFPS050 The Cure
- SFPS051 The Bonzo Dog Band
- SFPS052 The Nightingales
- SFPS053 Intense Degree
- SFPS054 Stupids
- SFPS055 The Smiths
- SFPS056 Bolt Thrower
- SFPS057 Half Man Half Biscuit
- SFPS058 The Birthday Party
- SFPS059 Lindisfarne
- SFPS060 Echo & the Bunnymen
- SFPS061 Family
- SFPS062 The Room
- SFPS063 Eton Crop
- SFPS064 Nico
- SFPS065 The Jimi Hendrix Experience
- SFPS066 Siouxsie & the Banshees
- SFPS067 Amayenge
- SFPS068 Ivor Cutler
- SFPS069 Unseen Terror
- SFPS073 Carcass